# ایرسون
ایرسون (به فرانسوی: Hirson) یک کمون در فرانسه است که در انه واقع شده‌است.

## خصوصیات
ایرسون ۳۳٫۷۷ کیلومترمربع مساحت و ۹٬۳۴۸ نفر جمعیت دارد و ۱۸۹ متر بالاتر از سطح دریا واقع شده‌است.

## خواهرخوانده
شهرهای شرامبرگ، Marcinelle، کونیگزی و شارلروآ خواهرخوانده‌های ایرسون هستند.